# Mahmud Namdżu
Mahmud Namdżu (pers. محمود نامجو; ur. 22 września 1918 w Raszcie, zm. 21 stycznia 1989 w Teheranie) – irański sztangista, dwukrotny medalista olimpijski i sześciokrotny medalista mistrzostw świata startujący w wadze koguciej.

## Kariera
Swój pierwszy medal na arenie międzynarodowej wywalczył podczas mistrzostw świata w Scheveningen w 1949 roku, gdzie zwyciężył w wadze koguciej. Wynik ten powtórzył podczas mistrzostw świata w Paryżu (1950) i mistrzostw świata w Mediolanie (1951). Ponadto był drugi na mistrzostwach świata w Wiedniu (1954) oraz trzeci na mistrzostwach świata w Monachium (1955) i  mistrzostwach świata w Teheranie (1957).
W 1948 roku wystartował na igrzyskach olimpijskich w Londynie, zajmując piąte miejsce. Na rozgrywanych cztery lata później igrzyskach w Helsinkach wywalczył srebrny medal, rozdzielając na podium Iwana Udodowa i swego rodaka Alego Mirzajia. W swoim trzecim starcie w zawodach tego cyklu, podczas igrzysk olimpijskich w Melbourne w 1956 roku, zdobył brązowy medal. W zawodach tych wyprzedzili go tylko Chuck Vinci z USA i Władimir Stogow z ZSRR.
Ponadto zwyciężył na igrzyskach azjatyckich w Nowym Delhi w 1951 roku, a podczas rozgrywanych siedem lat później igrzysk azjatyckich w Tokio był drugi. Ustanowił 11 rekordów świata: trzy w rwaniu, pięć w podrzucie i trzy w trójboju.
Na igrzyskach w 1952 i 1956 roku był chorążym reprezentacji Iranu.